# Comuna Golești, Vâlcea
Golești este o comună în județul Vâlcea, Muntenia, România, formată din satele Aldești, Blidari, Coasta, Drăgănești, Gibești, Giurgiuveni, Opătești, Poenița, Popești (reședința), Tulei-Câmpeni și Vătășești.

## Obiectie turistice
- Paragraful se referă la complexul muzeal Golești din comuna Golești județul Argeș: Conac fortificat (1641-1642) cu Biserica "Sf.Treime" (1646), construite pentru marele vistiernic Stroe Leurdeanu de meșterul Stoica. În perioada brâncovenească i s-a adăugat foișorul deasupra porții. În sec. XVIII trece în posesia familiei Golescu, care ridică o incintă de apărare, cu o baie turcească, un spital și o casă a săracilor, în care va funcționa o școală pentru copiii sătenilor, înființată de Dinicu Golescu în 1826. Conacul suferă ulterior transformări in spiritul clasicismului. În prezent este muzeu.
- Rezervația naturală Golești (10 ha)

## Demografie
Componența etnică a comunei Golești
     Români (96,04%)
     Alte etnii (0,16%)
     Necunoscută (3,81%)
Componența confesională a comunei Golești
     Ortodocși (94,15%)
     Alte religii (0,98%)
     Necunoscută (4,86%)
Conform recensământului efectuat în 2021, populația comunei Golești se ridică la 2.549 de locuitori, în creștere față de recensământul anterior din 2011, când fuseseră înregistrați 2.540 de locuitori. Majoritatea locuitorilor sunt români (96,04%), iar pentru 3,81% nu se cunoaște apartenența etnică. Din punct de vedere confesional, majoritatea locuitorilor sunt ortodocși (94,15%), iar pentru 4,86% nu se cunoaște apartenența confesională.

## Politică și administrație
Comuna Golești este administrată de un primar și un consiliu local compus din 11 consilieri. Primarul, Constantin-Adrian Mitrache[*], de la Partidul Național Liberal, este în funcție din octombrie 2020. Începând cu alegerile locale din 2024, consiliul local are următoarea componență pe partide politice:
|  | Partid                          | Consilieri | Componența Consiliului | Componența Consiliului | Componența Consiliului | Componența Consiliului | Componența Consiliului | Componența Consiliului |
|  | ------------------------------- | ---------- | ---------------------- | ---------------------- | ---------------------- | ---------------------- | ---------------------- | ---------------------- |
|  | Partidul Național Liberal       | 6          |                        |                        |                        |                        |                        |                        |
|  | Partidul Social Democrat        | 4          |                        |                        |                        |                        |                        |                        |
|  | Alianța pentru Unirea Românilor | 1          |                        |                        |                        |                        |                        |                        |

## Tezaur
La începutul lunii septembrie 2013, un cetățean a descoperit în Golești, Vâlcea, un tezaur de peste 50 kilograme de monede otomane. El a anunțat imediat autoritățile culturale și acestea au recuperat tezaurul monetar din argint alcătuit din aspri otomani emiși în prima jumătate a secolului al XV-lea.